# Teodorik IV.
Teodorik IV. (nakon 711. – između 16. ožujka i 30. travnja 737.), franački kralj od 721. – 737. godine.
Teodorik IV. postaje kralj poslije smrti Hilperika II. 721. godine. Isto kao i njegovi kraljevski prethodnici on nije upravljao državom nego su tu dužnost na sebe preuzeli drugi. Ovaj put tu ulogu u potpunosti preuzima Karlo Martel koji definitivno pobjeđuje u građanskom ratu 723. godine. Tijekom njegovog kraljevanja Karlo Martel ostvaruje zaprepaštujuću pobjedu u bitci za Tours protiv višebrojno nadmoćnih snaga druge arapske invazije.
Poslije njegove smrti kraljevstvom bez ikakve maske vlada Karlo Martel sljedećih 7 godina do postavljanja Hilderika III. za novog kralja.
| Prethodnik:  | Kralj Franačke | Nasljednik:   |
| Hilderik II. | Kralj Franačke | Hilderik III. |